# توماس هيل (لاعب كرة قدم)
توماس هيل (بالإنجليزية: Thomas Hill)‏ (1 يناير 1901 ببرادفورد في المملكة المتحدة - ) هو لاعب كرة قدم بريطاني في مركز الوسط.